# Дюртюли (Шаранский район)
Дюртюли́ (баш. МФА: Дүртөйлөо файле — село в Шаранском районе Республики Башкортостан Российской Федерации. Центр Дюртюлинского сельсовета.

## География

### Географическое положение
Расстояние до:
- районного центра (Шаран): 22 км,
- ближайшей ж/д станции (Туймазы): 20 км.

## Население
| 2002 | 2009 | 2010 |
| ---- | ---- | ---- |
| 566  | ↗578 | ↗582 |

Национальный состав
Согласно переписи 2002 года, преобладающая национальность — чуваши (73 %).

## Известные люди
- Кондратьев, Алексей Александрович (1930-2012) — доктор технических наук, профессор.